# Риарио, Рафаэль
Рафаэ́ль Сансо́ни Галео́ти Риа́рио делла Ро́вере (итал. Raffaele Sansoni Galeoto Riario della Rovere; 3 мая 1461, Савона — 9 июля 1521, Неаполь) — итальянский кардинал эпохи Ренессанса, известный в основном благодаря тому, что построил Палаццо делла Канчеллерия и одним из первых пригласил Микеланджело в Рим. Также он стал первым подростком, вошедшим в коллегию кардиналов, за всю историю Святого Престола. Племянник Джироламо и Пьетро Риарио, внучатый племянник папы Сикста IV, двоюродный племянник папы Юлия II. В своё время был одним из самых влиятельных людей в Риме и неоднократно пытался стать понтификом.

## Ранние годы и заговор Пацци
Рафаэль родился в бедной семье в Савоне. Он был сыном Антонио Сансони и Виоланты Риарио, племянницы Франческо делла Ровере, ставшего папой Сикстом IV в 1471 году.
Будучи родственником понтифика, Риарио был возведён в сан кардинала-диакона Сан-Джорджо-ин-Велабро 10 декабря 1477 года и получил власть над некоторыми диоцезами (епархия Куэнка, архиепархия Пизы, епархия Саламанки, епархия Трегье и епархия Осма-Сории). Тогда ему было всего лишь шестнадцать лет, он изучал каноническое право в Пизанском университете. Возвращаясь в Рим, весной 1478 года Риарио остановился во Флоренции, где он стал свидетелем заговора Пацци против Медичи, организованного папой Сикстом IV. Несмотря на свою невиновность, Рафаэль был схвачен в одной из ниш собора, где произошло покушение, и арестован флорентийскими властями из-за своих связей с семьёй Пацци, с дядей Джироламо Риарио, главой заговора, и епископом Франческо Сальвиати. Когда кардинал признал, что заговорщики действовали по приказу папы, он был помилован Лоренцо Медичи и освобождён несколько недель спустя. 22 июня 1478 года он был формально признан кардиналом в Сиене и четыре дня спустя был отправлен легатом в Перуджу.
К 1480 году Риарио был рукоположен в священники и получил сан кардинала-священника церкви Сан-Лоренцо-ин-Дамазо в Риме.

## Риарио при папском дворе
В 1484 году, Риарио был вовлечён в войну, вспыхнувшую между римскими семьями Орсини и Колонна, в тщетных попытках обезопасить жизнь своего друга Лоренцо Оддоне Колонна, который был обвинён в убийстве одного из членов рода Орсини и казнён по приказу папы Сикста IV. В 1488 году, новый папа Иннокентий VIII послал кардинала Риарио легатом к его дяде по материнской линии Джироламо Риарио, тогдашнему правителю Форли и Имолы, восставшего против Святого Престола. Между тем, кардинал уже начал возведение своего дворца рядом с церковью Сан-Лоренцо-ин-Дамазо (1486).
Говорят, что в 1489 году Франческетто Чибо, внебрачный сын папы Иннокентия VIII, проводя время в резиденции Рафаэля Риарио, за одну ночь проиграл хозяину в карты 15 тысяч дукатов (по другим данным, 6 тысяч скудо). Когда папа попросил кардинала вернуть деньги, последний ответил, что, к сожалению, он уже задействовал их в строительстве дворца.
Как камерария Риарио обычно хвалят за обеспечение порядка в Риме после смерти Иннокентия VIII. Он был кандидатом на папскую тиару на конклаве 1492 года, однако был исключён ещё из первого тура голосования из-за своего молодого возраста. В конце концов Риарио отдал свой голос за Родриго Борджиа (Александр VI), который в благодарность наградил его выгодной должностью епископа Картахены.
Во время правления папы Александра VI (1492—1503) Риарио отличился как дипломат и советник при папском дворе. В 1493 году, он был послан легатом к Катерине Сфорца, вдове Джироламо Риарио, с целью убедить её не дать французским войскам пройти через Форли и Имолу. Папа Юлий II, родственник Риарио, но не всегда его союзник, повысил его до звания епископа Остии.

## Заговор против Льва X и смерть
К 1513 году Риарио стал одним из самых богатых и могущественных людей в Риме. Он владел огромным богатством и был серьёзным претендентом на престол папы. Однако его планам помешал Джованни Медичи, избранный понтификом под именем Лев X.
В июне 1517 года, кардинал Петруччи и другие сговорились против папы Льва. Кардинал Риарио отказался участвовать в заговоре, но в конце концов он узнал о намерениях Петруччи убить папу и не сделал ничего, чтобы помешать этому. Папа Лев был осведомлён об угрозе, арестовал заговорщиков и приказал их казнить. Медичи не забыли Риарио, так как тот был замешан в заговоре Пацци. Кардинал был схвачен и заточён в замке Святого Ангела; за освобождение с него потребовали штраф в 50 тысяч дукатов. Чтобы спасти свою голову, кардиналу пришлось уступить свой дворец папе, который отдал его в распоряжение своему двоюродному брату Джулио Медичи. Последний, будучи вице-канцлером Святого Престола, превратил это здание в место заседания Апостольской канцелярии. С тех пор, дворец стал называться Палаццо делла Канчеллерия.
Рафаэль Риарио умер в Неаполе в возрасте 60 лет. Его могила находится в римской церкви Санти-Апостоли.

## Меценатство и репутация
Художественные предпочтения кардинала Риарио, любителя изящных искусств и в особенности скульптуры, предзнаменовали приход Высокого Возрождения в Рим. Его гигантская резиденция, в которой видно влияние флорентийской архитектуры, стала первым зданием в новом монументальном стиле, который стал преобладать в Риме при папе Юлии II. Риарио также приписывают то, что он одним из первых заметил талант молодого Микеланджело. В 1496 году «Спящий Амур» был продан ему под видом античного памятника: вскоре эстет-прелат обнаружил подлог, но был настолько впечатлён качеством работы, что пригласил Микеланджело в Рим, где тот проработал весь остаток своей жизни.
Как правило, Рафаэль Риарио считается типичным прелатом своей эпохи: равнодушный в религиозных вопросах; скорее государственный деятель, чем религиозный; скорее меценат, чем богослов.

## Образ в массовой культуре
Является персонажем фильма Борджиа, сериала Борджиа.